# Płetwonurek Młodzieżowy KDP/CMAS
Płetwonurek Młodzieżowy KDP/CMAS – uprawnienia płetwonurkowe dla dzieci w ramach organizacji KDP/CMAS w której wyróżniamy trzy stopnie:
1. Płetwonurek Młodzieżowy Brązowy KDP/CMAS (PMB)
2. Płetwonurek Młodzieżowy Srebrny KDP/CMAS (PMS)
3. Płetwonurek Młodzieżowy Złoty KDP/CMAS (PMZ)

## Warunki udziału w kursie

### Płetwonurek Młodzieżowy Brązowy KDP/CMAS (PMB)
- ukończone 8 lat
- umiejętność pływania w stopniu wystarczającym (ocena instruktora)
- zgoda rodziców lub opiekunów prawnych
- orzeczenie lekarza o niestwierdzeniu przeciwwskazań zdrowotnych do uprawiania płetwonurkowania (wydane nie wcześniej niż 1 rok przed datą rozpoczęcia kursu)

### Płetwonurek Młodzieżowy Srebrny KDP/CMAS (PMS)
- posiadanie stopnia płetwonurka młodzieżowego brązowego PMB
- ukończone 10 lat
- umiejętność pływania w stopniu wystarczającym (ocena instruktora)
- zgoda rodziców lub opiekunów prawnych
- orzeczenie lekarza o niestwierdzeniu przeciwwskazań zdrowotnych do uprawiania płetwonurkowania (wydane nie wcześniej niż 1 rok przed datą rozpoczęcia kursu)

### Płetwonurek Młodzieżowy Złoty KDP/CMAS (PMZ)
- posiadanie stopnia Płetwonurek Młodzieżowy Srebrny KDP/CMAS (PMS)
- ukończone 12 lat
- umiejętność pływania w stopniu wystarczającym (ocena instruktora)
- zgoda rodziców lub opiekunów prawnych
- orzeczenie lekarza o niestwierdzeniu przeciwwskazań zdrowotnych do uprawiania płetwonurkowania (wydane nie wcześniej niż 1 rok przed datą rozpoczęcia kursu)

## Przebieg szkolenia

### na stopień PMB
Lekcje i zajęcia praktyczne – minimum 5 godzin. W trakcie zajęć praktycznych uczestnik szkolenia wykonuje z instruktorem:
- 2 nurkowania do głębokości 2 m w basenie lub w wodach otwartych o warunkach zbliżonych do warunków basenowych

### na stopień PMS
Lekcje i zajęcia praktyczne – minimum 5 godz. W trakcie zajęć praktycznych uczestnik szkolenia wykonuje z instruktorem:
- 3 nurkowania na głębokości 3–6 m w wodach otwartych
- maksymalny czas realizacji programu nie może być dłuższy niż 2 miesiące

### na stopień PMZ
Lekcje i zajęcia praktyczne minimum 8 godz. W trakcie zajęć praktycznych uczestnik szkolenia wykonuje z instruktorem:
- 5 nurkowań na głębokości 10–12 m w wodach otwartych
- maksymalny czas realizacji programu nie może być dłuższy niż 2 miesiące

## Kadra kursu na stopień: PMB, PMS, PMZ
- Instruktor Płetwonurka Młodzieżowego KDP/CMAS (MPM)
- maksymalna liczba kursantów na 1 instruktora dla zajęć pod wodą: 2

## Uprawnienia

### Płetwonurek Młodzieżowy Brązowy KDP/CMAS (PMB)
- nurkowanie do głębokości 2 m w basenie lub wodach naturalnych o podobnych warunkach wyłącznie z instruktorem nurkowania

### Płetwonurek Młodzieżowy Srebrny KDP/CMAS (PMS)
- nurkowanie do głębokości 6 m w basenie lub w wodach o podobnych warunkach z instruktorem bądź z rodzicem (opiekunem prawnym) o kwalifikacjach nurkowych minimum KDP/CMAS ** (P2) lub odpowiednich kwalifikacjach innych organizacji
- nurkowanie do głębokości 2 m wyłącznie na basenie z rodzicem (opiekunem prawnym) o kwalifikacjach nurkowych minimum KDP/CMAS * (P1) lub odpowiednich kwalifikacjach innych organizacji

### Płetwonurek Młodzieżowy Złoty KDP/CMAS (PMZ)
- nurkowanie do głębokości 12 m w wodach otwartych wyłącznie z instruktorem, – nurkować do głębokości 10 m w wodach otwartych z rodzicem (opiekunem prawnym) o kwalifikacjach nurkowych minimum KDP/CMAS ** (P2) lub odpowiednich kwalifikacjach innych organizacji
- nurkowanie do głębokości 3 m wyłącznie w basenie z rodzicem (opiekunem prawnym) o kwalifikacjach minimum KDP/CMAS * (P1) lub odpowiednich kwalifikacjach innych organizacji

Po kursie uczestnik otrzymuje wpis do Książki Płetwonurka Młodzieżowego KDP/CMAS, międzynarodowy certyfikat KDP/CMAS (PMZ) oraz mały pakiet płetwonurka młodzieżowego.